# ادامو، بخش اسکرنویس
ادامو، بخش اسکرنویس (به لاتین: Adamów, Skierniewice County) در لهستان است که در Gmina Nowy Kawęczyn واقع شده‌است.